# Campionati svedesi di ski cross 2016
I Campionati svedesi di ski cross 2016 si sono svolti a Piteå il 29 gennaio. Il programma ha incluso sia la gara femminile che la gara maschile. 
Trattandosi di competizioni valide anche ai fini del punteggio FIS, vi hanno partecipato anche sciatori di altre federazioni, senza che questo consentisse loro di concorrere al titolo nazionale svedese.

## Risultati

### Uomini
| Pos. | Atleta              | Nazione |
| ---- | ------------------- | ------- |
| 1    | Viktor Andersson    | Svezia  |
| 2    | Michael Forslund    | Svezia  |
| 3    | Alexander Lindquist | Svezia  |
| 4    | Victor Sticko       | Svezia  |

### Donne
| Pos. | Atleta           | Nazione   |
| ---- | ---------------- | --------- |
| 1    | Lisa Andersson   | Svezia    |
| 2    | Alexandra Edebo  | Svezia    |
| 3    | Veronica Edebo   | Svezia    |
| 4    | Nicoline Nielsen | Danimarca |
| 5    | Olivia Jonsson   | Svezia    |